# Quaker Harbour
Quaker Harbour är en vik i territoriet Falklandsöarna (Storbritannien). Den ligger i den västra delen av landet, vid norra sidan av Weddell Island. Framför viken ligger några mindre öar.